# چن ویچیانگ
چن ویچیانگ (چینی: 陈伟强؛ زادهٔ ۷ ژوئن ۱۹۵۸) وزنه‌بردار اهل چین بود.
وی به نمایندگی از کشورش در بازی‌های المپیک تابستانی ۱۹۸۴ شرکت کرد.